# Speiredonia celebensis
Speiredonia celebensis là một loài bướm đêm thuộc họ Erebidae. Nó được tìm thấy ở Sulawesi và Moluccas.
Chiều dài cánh trước là 28–30 mm đối với con đực và 27–30 mm đối với con cái.